# Bataille de Rocheservière
Guerre de Vendée de 1815
Batailles
Batailles des Cents-Jours
Campagne du duc d'Angoulême
- Ajaccio
- Bonifacio
- Montélimar
- Loriol

Campagne de Belgique
- Ligny
- Quatre-Bras
- Waterloo
- Wavre

Campagne de France de 1815
- Maubeuge
- Huningue
- La Souffel
- Vélizy
- Rocquencourt
- Sèvres
- Issy

Guerre napolitaine
- Panaro
- Ferrare
- Occhiobello
- Carpi
- Casaglia
- Ronco
- Cesenatico
- Pesaro
- Scapezzano
- Tolentino
- Ancône
- Castel di Sangro
- San Germano
- Gaète

Guerre de Vendée et Chouannerie de 1815
- Les Échaubrognes
- L'Aiguillon
- Aizenay
- Sainte-Anne-d'Auray
- Cossé
- Saint-Gilles-sur-Vie
- Redon
- Les Mathes
- Muzillac
- Rocheservière
- Thouars
- Auray
- Châteauneuf-du-Faou
- Guérande
- Fort-la-Latte

La bataille de Rocheservière se déroula lors de la guerre de Vendée de 1815.

## Prélude
Revenu d'Anjou, le général Jean Lamarque, secondé par Brayer, quittait Nantes avec 3 000 hommes, le 11 juin 1815, il faisait sa jonction avec Travot à Machecoul, le 12 juin  il occupait Legé et Palluau. Lamarque disposait de 6 000 hommes, le 17 juin, il apprit que les Vendéens, au nombre de 8 000 et commandés par d'Autichamp, Sapinaud et Suzannet étaient dans les environs de Rocheservière au Nord-Est.

## La bataille
Les forces vendéennes étaient cependant bien positionnées : Suzannet se trouvait dans les hauteurs de Rocheservière, protégé à l'Ouest par la Boulogne, rivière difficilement franchissable pour une armée, Saint-Hubert était à Saint-André-Treize-Voies, neuf kilomètres à l'Est de Rocheservière. Quant à Charles d'Autichamp, il était positionné à Vieillevigne au Nord-Est, à 7 kilomètres de Rocheservière et 4 kilomètres de Saint-André.
Ces positions allaient être difficiles à attaquer pour les Impériaux, mais soudainement le 19 juin, les Vendéens évacuèrent Rocheservière, contre la volonté de Suzannet semble-t-il, et gagnèrent Mormaison au Sud-Est. Les Impériaux passèrent à l'attaque, les Chasseurs vendéens de Travot se heurtèrent à La Grolle, située entre Rocheservière et Saint-André, à un groupe de Vendéens commandés par La Sorinière et du Doré. Suzannet parvint cependant à faire intervenir sa cavalerie qui força Travot à battre en retraite. Suzannet ramena ensuite toutes ses troupes à La Grolle.
Le lendemain, le 20 juin, Suzannet décida de se porter à la rencontre des Impériaux. Il écrivit à d'Autichamp, le général en chef, lui demandant d'agir de même, mais celui-ci refusa, estimant qu'il fallait camper sur ses positions. Suzannet et Saint-Hubert franchirent alors seuls la Boulogne et marchèrent à la rencontre des Impériaux. Les deux armées se rencontrèrent sur la lande de Grand-Collet au Sud-Ouest de Rocheservière. Néanmoins les troupes de Saint-Hubert et Suzannet se trouvaient à une certaine distance les unes des autres, aussi les troupes impériales entrèrent elles d'abord en contact avec les forces de Saint-Hubert. Celles-ci, prises de flanc par les Chasseurs vendéens de Travot, furent mises en déroute. Suzannet arriva trop tard sur le champ de bataille, constatant la déroute de Saint-Hubert et lança une charge désespérée sur les lignes impériales. Mais lors du combat qui s'ensuivit, Suzannet s'effondra, grièvement blessé par une balle impériale. Lamarque fit ensuite intervenir sa cavalerie et les forces de Suzannet prirent la fuite à leur tour.
De son côté, à Vieillevigne, le général d'Autichamp fut informé des combats sur la lande de Grand-Collet. Aussitôt, il se porta en direction de Rocheservière, mais il ne put que constater la déroute des forces de Suzannet et Saint-Hubert. D'Autichamp décida alors de positionner ses hommes en défense sur le pont qui traversait la Boulogne. Mais Lamarque fit traverser la rivière par ses troupes sur des gués, les Impériaux entrèrent dans Rocheservière puis prirent les Vendéens de dos. Ceux-ci paniquèrent et prirent la fuite, ils se replièrent en désordre au Nord sur Clisson. Le lendemain, le général Suzannet mourut de ses blessures à Aigrefeuille-sur-Maine.

## Sources
- Émile Gabory, Les Guerres de Vendée, Robert Laffont, 2009, p. 827-828